# 梯川
梯川（日语：／ Kakehashigawa */?）是位於日本石川縣小松市的一級河川。上游稱為大杉谷川。

## 地理
發源於石川縣小松市南部與加賀市界的鈴嶽向北流。經過赤瀨壩、於小松市大野町與鄉谷川匯流。鍋谷川於小松市千代町匯入，近河口處前川匯入，最後在小松市安宅町注入日本海，下游部分亦稱作安宅川。並不用於自來水。

## 主要支流
自河口開始排序
- 前川（浮柳町） - 左岸
- 八丁川（平面町） - 右岸
- 鍋谷川（千代町） - 右岸
- 佛大寺川（輕海町） - 右岸
- 滓上川（輕海町） - 右岸
- 鄉谷川（金野町） - 右岸

## 河川設施
自河口開始排序
- 輕海用水取水堰 - 輕海用水
- 御茶用水取水堰 - 御茶用水
- 赤瀨壩（赤瀨町）

## 橋梁
自河口開始排序
- 住吉橋
- 梯川橋 - 北陸自動車道
- 城南橋 - 石川縣道25號金澤美川小松線
- 石田橋
- 天神水道橋
- 小松大橋 - 石川縣道101號小松根上線
- 梯大橋
- 梯川橋梁 - 北陸本線
- 小松新橋 - 國道305號
- 白江大橋 - 石川縣道54號寺畠小松線
- 能美大橋
- 梯川高架橋 - 國道8號小松繞道
- 舟場橋
- 荒木田大橋 - 石川縣道22號金澤小松線（加賀產業開發道路）
- 鴨浦橋 - 石川縣道55號小松辰口線
- 輕海新橋 - 國道360號
- 中海大橋 - 石川縣道165號金平寺井線
- 百石谷橋

## 外部連結
- 梯川 - 國土交通省水管理・國土保全局
- 梯川概要 （页面存档备份，存于） - 國土交通省北陸地方整備局金澤河川國道事務所